# 福屋製菓
有限会社福屋製菓（ふくやせいか）は、かつて石川県白山市に本社を置いていた菓子メーカーである。

## 概要
1949年（昭和24年）に創業し、1953年（昭和28年）に法人化した福富屋製菓の製造部門を引き継ぐ形で1996年（平成8年）7月16日に設立。揚げあられ「ビーバー」を主力商品とし、福富屋製菓時代はテレビコマーシャルの効果もあり北陸地方では知名度が高く、最盛期の1980年（昭和55年）1月期には売上高3億8100万円を計上していた。大手メーカーとの競争の激化や嗜好の多様化に伴い売上が落ち込み始めたが、1996年（平成8年）に福屋製菓に製造部門を売却、営業に注力したことで約5500万円まで落ち込んだ売上高は1億円程にまで回復していた。
原材料や製法に対する拘りが強く価格競争で苦戦していたが、コンビニエンスストアへの販路拡大やカレー味の発売などを図り2008年（平成20年）1月期には売上高約9400万円を計上していた。しかし、仕入れ原価の高騰による欠損が解消できずに売上は漸減、2010年（平成22年）より石川県産業創出支援機構による「いしかわ産業化資源活用推進ファンド」に採択され、2012年（平成24年）までの3年間で300万円の助成を受け新製品の開発や県外のスーパーへ売り込みなどを図っていたが、資金繰りの悪化は解消できず、金融機関に返済猶予を申請していた。
2013年（平成25年）に入りビーバーのパッケージデザインを刷新し、ビーバー以外の生産をほぼ中止、販路先の拡大によって受注増加が見込まれていたが、運転資金の増加に返済猶予では対応しきれなくなり、同年9月20日付けで事業を停止し、自己破産の準備に入った。負債額は帝国データバンクによれば1億6500万円、東京商工リサーチによれば1億7000万円としている。石川県内のスーパーでは9月24日以降ビーバーを店頭から撤去し始め、破綻を知った客がまとめ買いする光景もあったという。2014年（平成26年）3月25日に金沢地方裁判所から破産手続開始決定を受けた。
ビーバーはその後金沢市に本社を置く北陸製菓が製造を引き継ぎ、福屋製菓の従業員を受け入れ2014年（平成26年）8月に販売を再開した。

## 沿革
- 1949年（昭和24年） - 福富屋製菓創業
- 1996年（平成8年）- 福富屋製菓の菓子製造部門が独立し福屋製菓設立
- 2005年（平成17年） - ビーバー「カレー味」を発売
- 2010年（平成22年） - 石川県産業創出支援機構による「いしかわ産業化資源活用推進ファンド」に採択
- 2013年（平成25年）9月20日 - 事業を停止し自己破産手続きへ
- 2014年（平成26年）3月25日 - 金沢地方裁判所から破産手続開始決定を受ける

## 商品
- ビーバー
- 名月